# Ла-Мерсе (Барселона)
Церковь Ла-Мерсе (Церковь Богоматери Милосердия, кат. Basílica de la Mare de Déu de la Mercè, исп. Basílica de Nuestra Señora de la Merced) посвящена Богоматери Милосердия, покровительнице Барселоны. Построена в период 1765—1775 гг. Автор этого творения — Жосеп Мас (исп. Josep Mas i Dordal), использовавший для сооружения и оформления церкви остатки бывшего готического храма Святого Михаила. Культ Богоматери Милосердия связан с преданием о явлении в 1218 году Девы Марии святому Петру Ноласко в Барселоне. Дева Мария призвала святого основать новый монашеский орден, целью которого стал бы выкуп христианских пленников из рабства. Позднее этот орден стал известен под именем мерседариев. В церкви хранится один из старинных образов — деревянная статуя Богоматери Милосердия, автор — Пере Морагес (исп. Pere Moragues). В её честь каждый год (23 сентября) проводится грандиозный праздник.
11 июля 1918 года папа Бенедикт XV присвоил церкви Ла-Мерсе звание малой базилики.
Церковь Ла-Мерсе находится в портовом районе Барселоны, рядом с 87-метровым памятником Колумбу.

## Список литературы
- Вся Барселона. Коллекция «Вся Испания». Русское издание. Editorial Escudo de Oro S.A., Barcelona